# Rudolf Tarnawski
Rudolf Tarnawski Edler von Sleme (ur. 10 kwietnia 1869 w Żywcu, zm. 1946 w Bielsku) – tytularny generał brygady Wojska Polskiego.

## Życiorys
Rudolf Tarnawski urodził się 10 kwietnia 1869 roku w Żywcu, w rodzinie Piotra i Franciszki z domu Bem. W 1885 roku, po ukończeniu czterech klas gimnazjum w Bielsku, wstąpił do Szkoły Kadetów Piechoty w Łobzowie. W latach 1891–1892 był słuchaczem Oficerskiej Szkoły Jazdy w Mostarze, po ukończeniu której rozpoczął zawodową służbę w kawalerii cesarskiej i królewskiej Armii. Od 1909 roku był wykładowcą taktyki w macierzystej szkole kadetów, po czym powrócił do służby liniowej. W latach 1912–1913 wziął udział w mobilizacji sił zbrojnych Monarchii Austro-Węgierskiej, wprowadzonej w związku z wojną na Bałkanach. Walczył na froncie włoskim. W 1917 roku był dowódcą pułku piechoty na froncie rosyjskim, w 1918 roku na froncie francuskim i w Belgii. 22 maja 1917 roku otrzymał nobilitację szlachecką z predykatem von Sleme. W czasie służby awansował na kolejne stopnie w korpusie oficerów piechoty: kadeta–zastępcy oficera (1 września 1889 roku), podporucznika (1892), kapitana I klasy (1 maja 1905 roku), majora (1 stycznia 1915 roku), podpułkownika (1 listopada 1916 roku).
Po zwolnieniu żołnierzy z przysięgi przez ostatniego cesarza Karola I (listopad 1918 roku) wstąpił do Wojska Polskiego. Wyznaczony do służby w Dowództwie Okręgu Generalnego w Krakowie. Był dowódcą i organizatorem 10 pułku piechoty w Cieszynie, później – komendantem wojskowym Cieszyna. 12 listopada 1918 roku został mianowany komendantem Będzińskiego Okręgu Wojskowego. Jego szefem sztabu był wówczas major Felicjan Sławoj Składkowski, który tak opisał pierwszy kontakt ze swym dowódcą: „wkrótce przybył pułkownik, średniego wzrostu, zażywny pan, mówiący po polsku z lekkim niemieckim akcentem, ale dobry Polak, grzeczny i uprzejmy. Oświadczył, że wojnę spędził na froncie (miał austriacką Eiserne Krone), ale w sprawach polityki w terenie liczy na moją pomoc i współpracę. Wobec tego paląca kwestia rozbrojenia oddziałów czerwonej gwardii spadła na moje barki”.
W czasie wojny polsko-ukraińskiej i polsko-bolszewickiej dowodził przez jakiś czas 11 pułkiem piechoty i 15 pułkiem piechoty. Później dowódca XV Brygady Piechoty, walczył na froncie litewsko-białoruskim. 22 maja 1920 roku został zatwierdzony w stopniu pułkownika piechoty ze starszeństwem z dniem 1 kwietnia 1920 roku. Po wojnie bolszewickiej inspektor piechoty w Dowództwie Okręgu Generalnego „Pomorze”.
W 1921 roku został mianowany dowódcą Obozu Warownego „Toruń”. Z dniem 10 września 1922 roku przeniesiony został z Rezerwy Oficerów Sztabowych Dowództwa Okręgu Korpusu Nr III do Powiatowej Komendy Uzupełnień Kamionka Strumiłowa na stanowisko komendanta.
1 czerwca 1922 roku został przeniesiony w stan spoczynku w stopniu tytularnego generała brygady z równoczesnym zatrzymaniem czasowym w służbie czynnej. Z dniem 1 czerwca 1923 roku został przeniesiony ze stanowiska komendanta PKU Kamionka Strumiłowa do Rezerwy Oficerów Sztabowych Dowództwa Okręgu Korpusu Nr V. Z dniem 1 marca 1924 roku został mu udzielony urlop, a z dniem 31 maja tego roku został ostatecznie przeniesiony w stan spoczynku. Osiadł w Bielsku.

## Ordery i odznaczenia
- Krzyż Walecznych po raz pierwszy – 12 lipca 1921 „za męstwo i osobistą odwagę okazane w walce z nieprzyjacielem w obronie Ojczyzny”[7]
- Krzyż Walecznych po raz drugi[8]
- Order Żelaznej Korony 3 klasy z dekoracją wojenną i mieczami
- Krzyż Zasługi Wojskowej 3 klasy z dekoracją wojenną i mieczami
- Krzyż Zasługi Wojskowej 3 klasy
- Signum Laudis Srebrny Medal Zasługi Wojskowej z mieczami na wstążce Krzyża Zasługi Wojskowej
- Signum Laudis Brązowy Medal Zasługi Wojskowej z mieczami na wstążce Krzyża Zasługi Wojskowej
- Signum Laudis Brązowy Medal Zasługi Wojskowej na czerwonej wstążce
- Krzyż Wojskowy Karola
- Krzyż za 25-letnią służbę wojskową dla oficerów
- Brązowy Jubileuszowy Medal Pamiątkowy dla Sił Zbrojnych
- Krzyż Jubileuszowy Wojskowy
- Krzyż Pamiątkowy Mobilizacji 1912–1913